# Nicomedes Sanz y Ruiz de la Peña
Nicomedes Sanz y Ruiz de la Peña (Valladolid, 7 de febrero de 1905-Valladolid, 1998) fue un poeta español.

## Biografía
En mayo de 1936, Nicomedes Sanz fue uno de los fundadores de la Asociación de Escritores Regionalistas Castellanos.
Perteneció a la generación de 1936. Según el periodista Antonio Valencia, Nicomedes Sanz era de «aquellos universitarios del 36 que jugaban al balón y traducían a Jenofonte para morir luego en una esquina o, semanas más tarde, en el campo, cara a las estrellas». Fue un poeta de renombre a inicios de los años 1930, aunque había comenzado a publicar siendo niño, en 1914.
En 1931, Nicomedes Sanz formaba parte de la redacción del diario El Norte de Castilla.
Su obra revela el interés por Castilla, y singularmente por la época de las Comunidades de Castilla y la última reina privativa castellana: Doña Juana I de Castilla: la reina que enloqueció de amor (1939), Doña Juana I en Tordesillas (1948) o Doña Juana I de Castilla en su Castillo Palacio de Tordesillas (1959). En 1979 pregonó la Semana Santa de Valladolid.
Era amigo del profesor Narciso Alonso Cortés (1875-1972), destacadísimo representante del castellanismo cultural del primer tercio del siglo XX.
Nicomedes Sanz y Ruiz de la Peña tiene una calle dedicada en la ciudad de Valladolid desde 2004 y un colegio, el CEIP Nicomedes Sanz, de Santovenia de Pisuerga. 

## Obras
- Brisas (1926?)
- Cántico de buen amor (1938)
- Doña Juana I de Castilla: la reina que enloqueció de amor (1939)
- Iniciación a la poesía.Manual de composición y de la rima (1940)[5]
- Don Pedro I de Castilla, el rey galán y justiciero (1943)
- Doña Juana I en Tordesillas (1948)
- Breviario (1953)
- Cartel de otoño. Poemas 1941-1957 (1958)
- Doña Juana I de Castilla en su Castillo Palacio de Tordesillas (1959)
- Ancla en la rosa (1965)
- 5 Sonetos (1967)
- Castilla en ascua y penumbra (primer cancionero heroico) (1969)
- Corcel en el aire (1969)
- Espino en flor: (107 sonetillos) (1969)
- Mensaje al Parnaso (1972)
- Gratitud, Amigos, Recuerdos: [10 Sonetos Amicales (1973)
- 10 sonetos a mi retrato pintado por Elvira de Medina de Castro (1974)
- Palabras sin asidero. 450 sonetillos (1971-1976) (1976)
- Blasón de espuma (cien poemas) (1981)
- Castilla en craza y clamor (1985)

Prologuista de:
- Ivanhoe (1973)